# Molinos Marfagones
Molinos Marfagones es una localidad perteneciente al término municipal de Cartagena y situada dentro de la diputación de La Magdalena, en la Región de Murcia (España). Limita al sur con Canteras, al este con la barriada de San José Obrero, al norte con Pozo de los Palos y al oeste con Cuesta Blanca.

## Toponimia
Según el historiador Federico Maestre de San Juan Pelegrín (2004), el nombre del poblado se originó por una confusión con el apellido de un arquitecto y terrateniente llamado Juan Bautista Balfagón, mencionado por primera vez en una escritura del año 1640. Su hijo, del mismo nombre, se dedicaba a la elaboración de bizcocho y, para moler la harina que necesitaba, mandó construir varios molinos de viento en una localidad conocida entonces como «Las Tortugas». Con el paso del tiempo, esta zona comenzó a ser conocida como «Molinos de Balfagón».
Dado que el apellido Balfagón era poco conocido en Cartagena por aquel entonces, los habitantes del lugar comenzaron a pronunciarlo y escribirlo de forma incorrecta:

No es de extrañar que Balfagón quedase primero convertido en Malfagón y luego en Marfagón, lo que nos lleva a la actual denominación de Molinos Marfagones [...].
Maestre de San Juan Pelegrín (2004).

## Geografía

### Comunicaciones

#### Carreteras
Está atravesado por la carretera RM-332, que conecta los municipios de Cartagena y Mazarrón.

#### En autobús
Las siguientes líneas urbanas de ALSA (TUCARSA) prestan servicio a la localidad:
Para ver la página de cada línea, haga clic en su identificador.
| Línea | Recorrido                                                  |
| ----- | ---------------------------------------------------------- |
| 6     | Plaza de Alicante - Molinos Marfagones (Urb. Buenos Aires) |
| 25    | Zona Oeste                                                 |

### Demografía

#### Población
Según las estadísticas municipales de 2025, la población de Molinos Marfagones es de 2762 habitantes.

## Patrimonio cultural
Entre las actividades culturales que se desarrollan en la localidad, destaca la banda de música Agrupación Musical Nuestra Señora de la Soledad, que participa en numerosos festivales y ofrece conciertos de forma regular.
Aunque no puede asegurarse que fueran los que dieron origen al nombre del poblado, en el núcleo urbano de Molinos Marfagones aún se conservan dos antiguos molinos de viento: el molino Los Miñarros y el del Tío Lucas.